# Чемпионат Европы по хоккею с шайбой 1922
7-й чемпионат Европы по хоккею с шайбой под эгидой ЛИХГ проходил с 14 по 16 марта 1922 года в Санкт-Морице (Швейцария). Перед турниром ЛИХГ приняла правила Любительской ассоциации хоккея Канады, согласно которым состав на поле представляют шесть игроков (вместо прошлых семи), а также двое запасных, которые могут выйти на замену в любое время.
В турнире снова не играли многие команды, потому что было необходимо участие хоккеистов, которые являются гражданами страны, которую вы представляете. К командам из прошлого чемпионата добавилась лишь сборная Швейцарии. Чехи выиграли турнир, одолев в решающем матче шведов — 3:2. После этой победы ЛИХГ вручила Чешской федерации хоккея Кубок Европы на постоянное владение.

## Турнир

### Таблица
| М | Сборная      | И | В | Н | П | ШЗ | ШП | РШ  | О |
| - | ------------ | - | - | - | - | -- | -- | --- | - |
| 1 | Чехословакия | 2 | 2 | 0 | 0 | 11 | 3  | +8  | 4 |
| 2 | Швеция       | 2 | 1 | 0 | 1 | 9  | 3  | +6  | 2 |
| 3 | Швейцария    | 2 | 0 | 0 | 2 | 1  | 15 | −14 | 0 |

### Результаты
Время местное (UTC+1).
| 14 марта 1922 14:35 | Чехословакия | 8 : 1 (4:1, 4:0) | Швейцария | Санкт-Мориц |

| Отчёт | Отчёт                               | Отчёт              | Отчёт              | Отчёт           |
| --- | ----------------------------------- | ------------------ | ------------------ | --------------- |
| |                                     |                    |                    |                 |
| | Ярослав Поспишил                    | Вратари            | Захариас Андреосси | Судья: Питбладо |
| | Голы:                               |                    |                    | Судья: Питбладо |
| Карел Пешек-Кадя — 04' Ярослав Йирковски — 07' Йозеф Шроубек — 16' Ярослав Йирковски — 18' Вилем Лоос — 21' Карел Пешек-Кадя — 22' Ярослав Йирковски — 26' Ярослав Йирковски — 34' | 1:0 2:0 2:1 3:1 4:1 5:1 6:1 7:1 8:1 | 09' — Морис Жаккар |                    | Судья: Питбладо |
| |                                     |                    |                    | Судья: Питбладо |
| |                                     |                    |                    | Судья: Питбладо |
| |                                     |                    |                    | Судья: Питбладо |
| |                                     |                    |                    | Судья: Питбладо |
| |                                     |                    |                    |                 |

| 15 марта 1922 | Швеция | 7 : 0 (4:0, 3:0) | Швейцария | Санкт-Мориц |

| Отчёт | Отчёт                       | Отчёт | Отчёт | Отчёт                 |
| --- | --------------------------- | ----- | ----- | --------------------- |
| |                             |       |       |                       |
| |                             |       |       | Судья: Карел Хартманн |
| | Голы:                       |       |       |                       |
| Георг Юханссон-Брандиус — 02' Георг Юханссон-Брандиус — 07' Нильс Моландер — 09' Нильс Моландер — 14' Эрик Бурман — 23' Георг Юханссон-Брандиус — 33' Биргер Хольмквист — 38' | 1:0 2:0 3:0 4:0 5:0 6:0 7:0 |       |       |                       |
| |                             |       |       |                       |
| |                             |       |       |                       |
| |                             |       |       |                       |
| |                             |       |       |                       |
| |                             |       |       |                       |

| 16 марта 1922 | Чехословакия | 3 : 2 (2:0, 1:2) | Швеция | Санкт-Мориц |

| Отчёт                                                                  | Отчёт               | Отчёт                               | Отчёт         | Отчёт           |
| ---------------------------------------------------------------------- | ------------------- | ----------------------------------- | ------------- | --------------- |
|                                                                        |                     |                                     |               |                 |
|                                                                        | Ярослав Поспишил    | Вратари                             | Эйнар Ульссон | Судья: Питбладо |
|                                                                        | Голы:               |                                     |               | Судья: Питбладо |
| Ярослав Йирковски — 07' Ярослав Йирковски — 12' Карел Пешек-Кадя — 24' | 1:0 2:0 3:0 3:1 3:2 | 38' — Эрик Бурман 39' — Эрик Бурман |               | Судья: Питбладо |
|                                                                        |                     |                                     |               | Судья: Питбладо |
|                                                                        |                     |                                     |               | Судья: Питбладо |
|                                                                        |                     |                                     |               | Судья: Питбладо |
|                                                                        |                     |                                     |               | Судья: Питбладо |
|                                                                        |                     |                                     |               |                 |

### Итоговое положение команд
| 1 | Чехословакия |
| 2 | Швеция       |
| 3 | Швейцария    |

| Чемпион Европы по хоккею с шайбой 1922 |
| Чехословакия Первый титул              |

### Лучшие бомбардиры
| Игрок                   | И | Г |
| ----------------------- | - | - |
| Ярослав Йирковски       | 2 | 6 |
| Карел Пешек-Кадя        | 2 | 3 |
| Эрик Бурман             | 2 | 3 |
| Георг Юханссон-Брандиус | 2 | 3 |

Примечание: И = Количество проведённых игр; Г = Голы